# ヒメイソヒヨ
ヒメイソヒヨ（学名:Monticola gularis）は、スズメ目ツグミ科に分類される鳥類の一種である。

## 分布
シベリア南部からウスリー地方、中国北東部、朝鮮半島で繁殖し、冬季は中国南部、タイ、マレー半島に渡り越冬する。
日本へは迷鳥として渡来し、北海道、秋田県、日本海側の島嶼（舳倉島）、三宅島等で記録がある。

## 形態
全長18.5cm。イソヒヨドリより一回り体は小さい。雄の頭上から後頸、羽の一部がコバルトブルーで、眼先と下面、腰と尾の付け根は赤褐色である。眼の下から耳羽、背中、風切羽は褐色味を帯びた黒色である。雌は体の上面がオリーブ褐色で、下面は淡い褐色の地に黒褐色の鱗状の斑が連なっている。このため、一見するとトラツグミに似ている。

## 生態
明るい林や林の縁に生息している。